# Garzau
Garzau ist ein Dorf im Landkreis Märkisch-Oderland in Brandenburg. Es ist seit dem 31. Dezember 2001 ein Ortsteil der Gemeinde Garzau-Garzin und gehört dem Amt Märkische Schweiz an. Bis zum Zusammenschluss mit Garzin war Garzau eine eigenständige Gemeinde.

## Lage
Garzau liegt am westlichen Rand der Märkischen Schweiz, rund sechs Kilometer südöstlich von Strausberg und 35 Kilometer östlich des Stadtzentrums von Berlin. Südlich von Garzau liegt die Buckower Rinne. Die Gemarkung des Ortes grenzt im Norden an Hohenstein mit der Siedlung Gladowshöhe, im Nordosten an Garzin, im Osten an Waldsieversdorf, im Süden an Werder, im Westen an Rehfelde und im Nordwesten an die Stadt Strausberg. Zum Ortsteil Garzau gehört neben der Siedlung Garzau noch der Wohnplatz Anitz.
Garzau liegt an der Kreisstraße 6417, des Weiteren liegen die Landesstraße 233 und die Kreisstraße 6418 in der Gemarkung von Garzau. Die Bahnstrecke Berlin–Küstrin-Kietz Grenze führt ebenfalls durch die Gemarkung.

## Geschichte

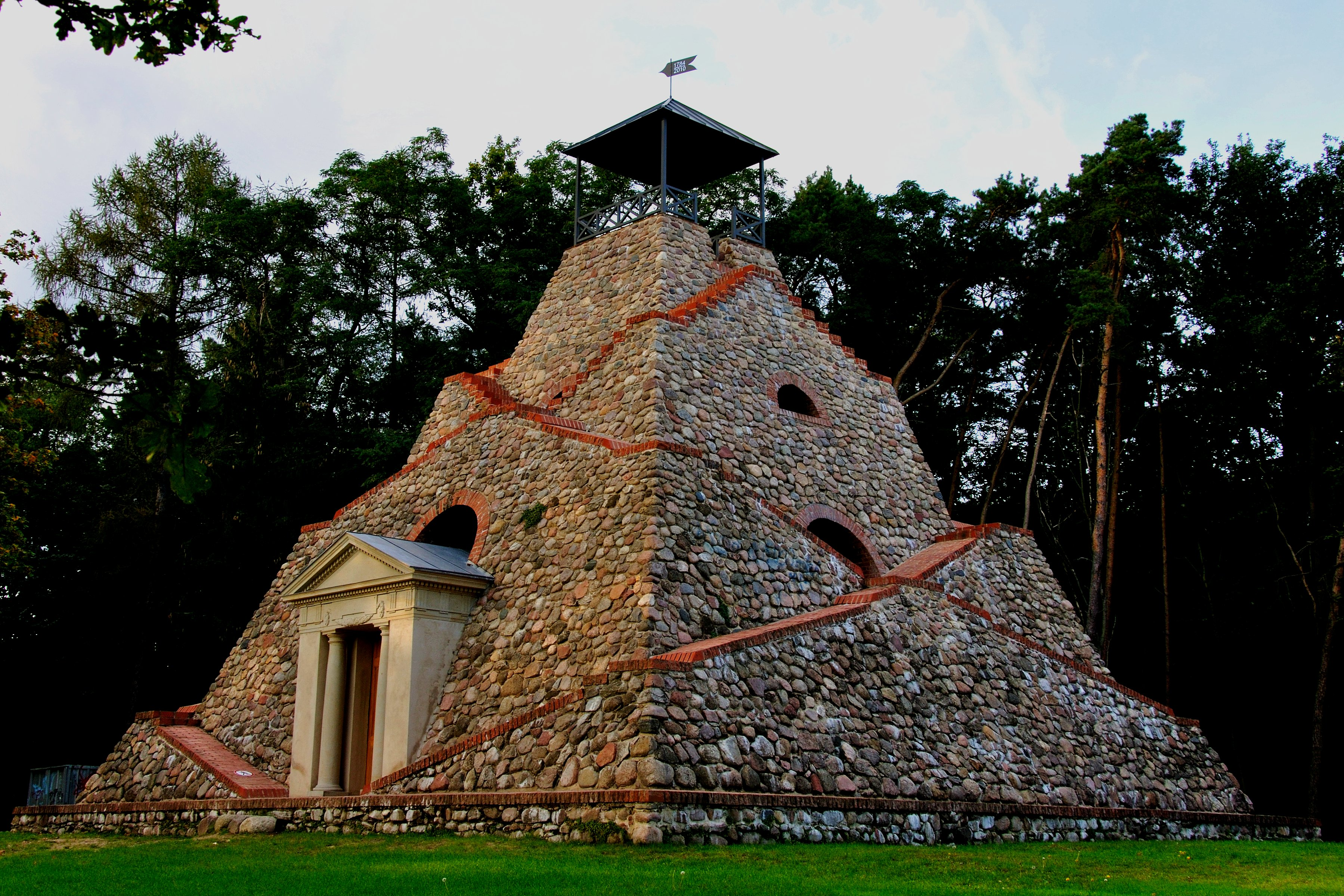
Pyramide Garzau

Erstmals urkundlich erwähnt wurde Garzau im Jahr 1247 als Garzou. Der aus einer slawischen Sprache stammende Ortsname deutet auf eine slawisch-frühdeutsche Burganlage in der Nähe des Ortes hin, ebenso wie der Ortsname des Nachbardorfes Garzin. Im 14. oder 15. Jahrhundert fiel Garzau zunächst wüst, ab dem 16. Jahrhundert wurde der Ort wieder als Rittersitz genutzt. 1659 datiert ein Georg Christoff von Röbel zu Garzau. Ab 1726 läuft ein Prozessverfahren der Gebrüder von Flemming auf Buckow wider dem Major von Löben auf Garzau. Das Schmettausche Kartenwerk von 1767/87 erwähnt eine Gartzauer Mühle südwestlich von Garzau. Im Jahr 1779 wurde das Rittergut Garzau von Friedrich Wilhelm Karl von Schmettau gekauft, der dort einen Landschaftspark anlegen ließ. Für 1879 weist das erstmals publizierte General-Adressbuch der Rittergutsbesitzer der Provinz Brandenburg für das Rittergut Garzau 1137 ha aus, davon 664 ha Forsten. Zum Gut gehört eine Brennerei. Eigentümer sind die Weiss’schen Erben mit Wohnsitz in Berlin. Später übernimmt die Familie von Rohrscheidt den Besitz, zunächst der gut situierte königlich preußische Landrichter Paul von Rohrscheidt (1847–1916), verheiratet mit Martha Pringsheim. Rohrscheidt hatte seine Laufbahn an der bekannten Landesschule Pforta begonnen. Ihm folgt der Sohn Dr. jur. Hans von Rohrscheidt (1880–1963). Er heiratete die Generalstochter Anneliese von Rohrscheidt (1892–1939) aus einer Nebenlinie der Familie. Das Ehepaar hatte keine Kinder. Der Gutsbesitzer und Jurist war Rechtsritter des Johanniterordens, Vorstandsmitglied seines 1891 gegründeten Familienverbandes. Hans von Rohrscheidt lebte nach der Bodenreform noch einige Jahre im Nachbarort Rehfelde. Rittergut Garzau hatte kurz vor der großen Wirtschaftskrise um 1929/30 eine Größe von 1470 ha.

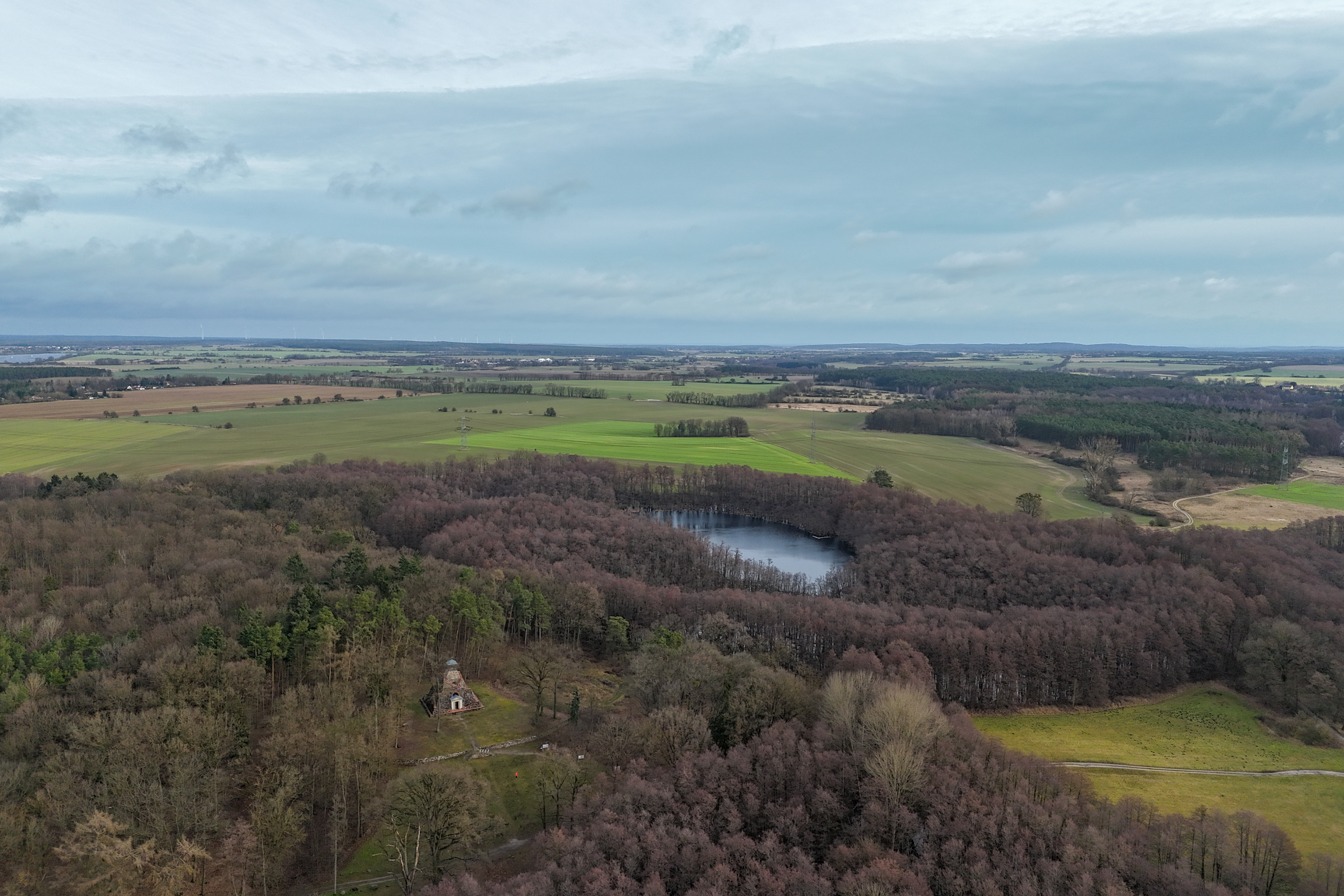
Die Pyramide Garzau in der Landschaft um Garzau, Februar 2024

Garzau gehörte in der Mark Brandenburg bereits zum Kreis Oberbarnim, bei dem er auch nach der Kommunalreform im Königreich Preußen von 1816 verblieb. Bei der Volkszählung am 1. Dezember 1871 hatte die Landgemeinde Garzau 107 Einwohner, die sich auf 23 Familien und einen Einzelhaushalt verteilten. Von den Einwohnern waren 54 Männer und 53 Frauen; 27 Einwohner waren Kinder unter zehn Jahren. Der Gemeindehauptort Dorf Garzin hatte 92 Einwohner, dazu kamen sechs Einwohner im Vorwerk Anitz und neun Einwohner im Ortsteil Haus Rothesbach. Im Gutsbezirk Garzau lebten zum gleichen Zeitpunkt 188 Einwohner in 29 Familien. Hier waren 108 Einwohner männlich und 80 weiblich; 49 Einwohner waren jünger als zehn Jahre. Zum Gutsbezirk gehörten die Siedlungen Rittergut Garzau mit 157 Einwohnern, Vorwerk Anitz mit sieben Einwohnern und Bahnwärter-Häuser mit 24 Einwohnern.
Am 10. Juni 1910 wurde das Schloss Garzau durch einen Brand zerstört und danach wieder durch die Familie von Rohrscheidt aufgebaut. Am 30. September 1928 wurde der bis dahin juristisch eigenständige Gutsbezirk Garzau in die Landgemeinde Garzau eingegliedert. An den privaten und kommunalen Besitzungen änderte dies nichts. Am 1. Dezember 1910 hatten die Landgemeinde und der Gutsbezirk Garzau zusammen 288 Einwohner. Nach dem Ende des Zweiten Weltkrieges wurde Garzau Teil der Sowjetischen Besatzungszone, aus der 1949 die DDR gebildet wurde. Bis zum 25. Juli 1952 gehörte Garzau noch zum Landkreis Oberbarnim, danach wurde die Gemeinde dem neu gebildeten Kreis Strausberg im DDR-Bezirk Frankfurt (Oder) zugeordnet. Nach der Deutschen Wiedervereinigung gehörte Garzau zunächst zum Landkreis Strausberg in Brandenburg, der am 6. Dezember 1993 im neuen Landkreis Märkisch-Oderland aufging. Am 31. Dezember 2001 schloss Garzau sich mit Garzin zu der neuen Gemeinde Garzau-Garzin zusammen.

## Einwohnerentwicklung
| Jahr | Einwohner |
| ---- | --------- |
| 1875 | 283       |
| 1890 | 279       |
| 1910 | 288       |

| Jahr | Einwohner |
| ---- | --------- |
| 1925 | 267       |
| 1933 | 264       |
| 1939 | 256       |

| Jahr | Einwohner |
| ---- | --------- |
| 1946 | 397       |
| 1950 | 427       |
| 1964 | 342       |

| Jahr | Einwohner |
| ---- | --------- |
| 1971 | 266       |
| 1981 | 208       |
| 1985 | 219       |

| Jahr | Einwohner |
| ---- | --------- |
| 1989 | 242       |
| 1995 | 243       |
| 2000 | 289       |

Gebietsstand des jeweiligen Jahres

## Sehenswürdigkeiten

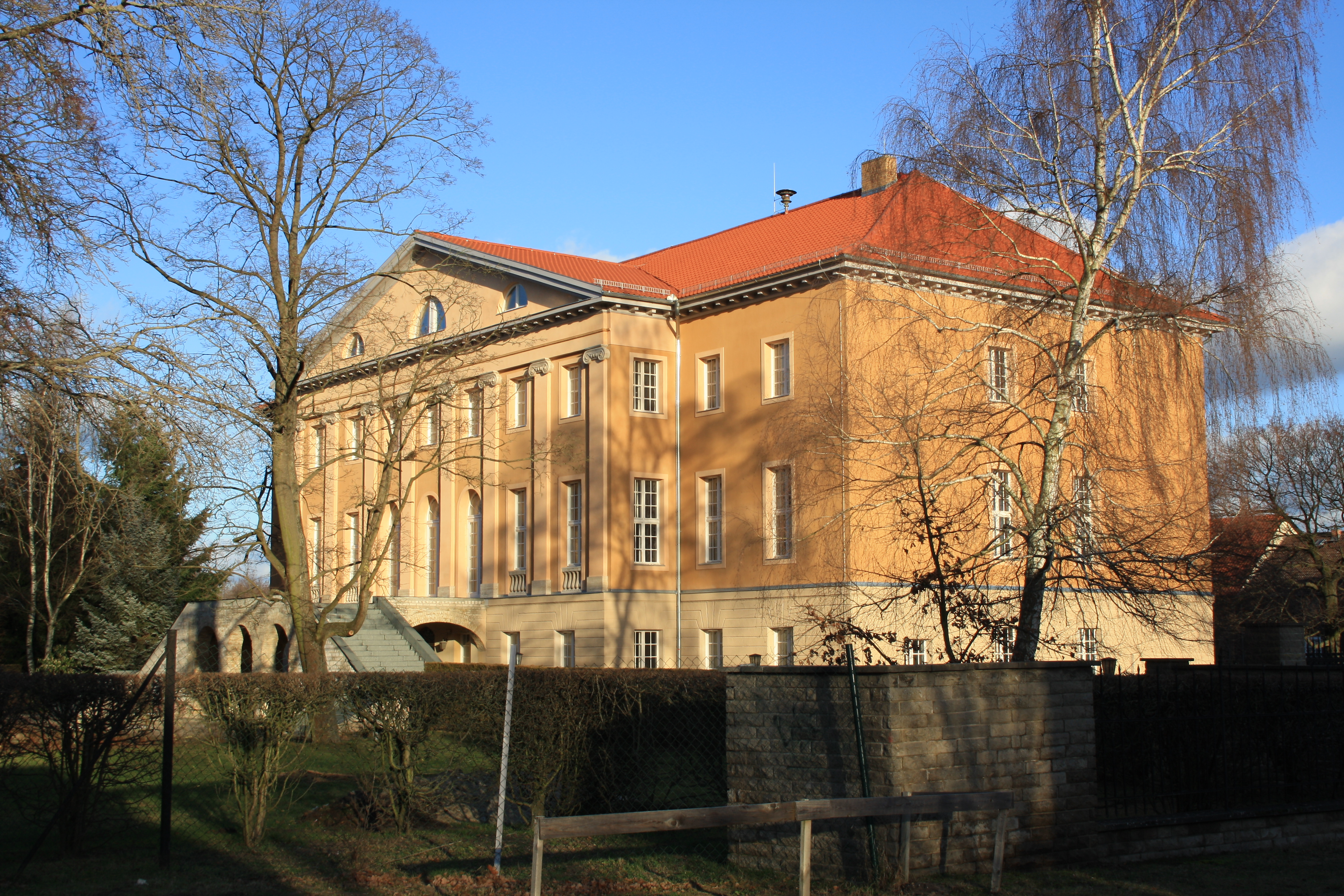
Schloss Garzau

- Dorfkirche Garzau
- Pyramide Garzau
- Schloss Garzau